# William Cochrane, 1. Earl of Dundonald
William Cochrane, 1. Earl of Dundonald (* 1605; † 1685) war ein schottischer Adliger und Politiker.

## Leben
Er war der älteste überlebende Sohn des Alexander Blair of that Ilk aus dessen Ehe mit Elizabeth Cochrane, Coerbin des William Cochrane of that Ilk. Sein Vater hatte 1601 den Familiennamen „Cochrane“ angenommen.
Seine Eltern hinterließen ihm umfangreiche Ländereien in Renfrewshire und Ayrshire, die er im Laufe seiner Karriere weiter vergrößern konnte. 1641 wurde er zum Knight Bachelor geschlagen und 1644 als Abgeordneter für Ayrshire ins schottische Parlament gewählt.
Während der Kriege der Drei Königreiche stand er auf Seiten König Karls I., der ihm am 26. Dezember 1647 den erbliche Adelstitel eines Lord Cochrane of Dundonald verlieh. Als 1648 beschlossen wurde in Schottland eine Armee für Karl I. aufzustellen, wurde er als Colonel nach Irland gesandt, um die dort eingesetzten schottischen Truppen heim zu führen. Im Rahmen des Cromwell's Act of Grace begnadigte ihn das Englische Parlament 1654 gegen ein Bußgeld für seine royalistischen Aktivitäten.
Nach der Stuart-Restauration wurde er ins schottische Privy Council aufgenommen, zum Commissioner of the Treasury and Exchequer ernannt und am 12. Mai 1669 zum Earl of Dundonald und Lord Cochrane of Paisley and Ochiltree erhoben.
1633 heiratete er Eupheme Scott, Tochter des Sir William Scott. Mit ihr hatte er vier Kinder:
- William Cochrane, Lord Cochrane († 1679) ⚭ 1653 Lady Catherine Kennedy, Tochter des John Kennedy, 6. Earl of Cassilis;
- Sir John Cochrane († 1707) ⚭ 1656 Margaret Strickland, Tochter des Sir William Strickland, 1. Baronet;
- Lady Grizel Cochrane († 1665) ⚭ 1653 George Ross, 11. Lord Ross;
- James Cochrane († 1694).

Da er seinen ältesten Sohn überlebte, erbte 1685 dessen ältester Sohn John Cochrane seine Adelstitel als 2. Earl of Dundonald.